# Indián újraszervezési határozat
Az indián újraszervezési határozatot (Indian Reorganization Act, röviden: IRA; más néven: Wheeler-Howard Act, köznyelvben: Indian New Deal) 1934-ben hozta meg az Egyesült Államok kormánya, biztosítva bizonyos jogokat az indiánok – köztük az alaszkai bennszülöttek – számára. Ez egyfelől visszafordította az indián közösségek birtokainak a Dawes-határozattal (Dawes Act) végrehajtott privatizációját és törzsi alapon visszatérítette azokat – a felettük való rendelkezés jogával egyetemben – a helyi önkormányzatokhoz, másfelől pedig biztosította a szükséges anyagi fedezetet az indián rezervátumok gazdasági biztonságának megalapozásához. A határozat 18. cikkelye értelmében az érintett indián nemzetek vagy törzsek többségi szavazással jelezhették ez irányú igényüket a határozat (25. U.S.C. 478) hatályba lépésétől számított egy éven belül. Ez a határozat volt Idősb. John Collier, az Indián Ügyek Hivatalának ezen időszak alatti (1933 – 1945) biztosának talán legjelentősebb kezdeményezése.
A határozat nem kötelezte a törzseket arra, hogy alkotmányt fogadjanak el. Ha azonban egy törzs mégis így döntött, akkor annak lehetővé kellett tennie a következőket:
1. a törzsi tanács számára biztosítania kellett a jogi tanácsadás igénybevételének lehetőségét;
2. garantálnia kellett, hogy a földeket illetően a törzsi tanács csakis a törzs többségi támogatásának birtokában hozhat döntést; valamint
3. fel kellett hatalmaznia a törzsi tanácsot a szövetségi, az állami és a helyi önkormányzatokkal való tárgyalásra.

A 2003. évi Bennszülött Amerikai Technikai Helyreigazítások Határozata ezen korlátozások egy részét feloldotta.
A határozat egyben lassította is a törzsi földek kiutalását a törzs egyes tagjai számára és felparcellázás, valamint a törzsi területeken belüli nem-törzstagok számára történő földeladás útján csökkentette az indián birtokveszteséget is. A hatályba lépését követő első húsz éven belül a határozat – más szövetségi bírósági és kormányzati intézkedésekkel kiegészítve – több, mint kétmillió hektár (8,000 km²) földet adott vissza különböző törzseknek.
1954-ben az Egyesült Államok Belügyminisztériuma megkezdte a határozat áthelyezési és felszámolási szakaszainak végrehajtását, amelynek keretében 61 törzsi nemzetet szereltek le az Egyesült Államokban.